# Lapassalan Jiravechsoontornkul
Lapassalan Jiravechsoontornkul (ลภัสลัล จิรเวชสุนทรกุล), nome precedente Wiraporn Jiravechsoontornkul (วิรพร ชื่อเล่น มายด์), nota anche con lo pseudonimo di Mild (มายด์) (Bangkok, 7 dicembre 1994), è un'attrice e modella thailandese.

## Filmografia

### Cinema
- Yod manut nguen deuan, regia di Wirat Hengkongdee (2012)
- Jit sam phas, regia di Pornchai Hongrattaporn (2013)
- Rak ngoh ngoh, regia di Pantham Thongsang (2013)
- Ratijut tee 6, regia di Thanadol Nualsuth (2015)

### Televisione
- Hormones - Wai wawun - serie TV, 1 episodio (2013)
- Sam huajai serm yaileng - serie TV (2014)
- Ugly Duckling - Luk pet khire - serie TV, 9 episodi (2015)
- Kiss: The Series - Rak tong chup - serie TV, 16 episodi (2016)
- I See You - serie TV, 12 episodi (2016)
- Nong mai rai borisut - serie TV (2016)
- Love and Lies - serie TV, 26 episodi (2017)
- U-Prince Series - serie TV, 4 episodi (2017)
- Love Songs Love Series - serie TV, 5 episodi (2017)
- Rock Letter - film TV (2017)
- Love Books Love Series - serie TV, 4 episodi (2017)
- Kiss Me Again - Chup hai dai tha nai nae ching - serie TV (2018)
- The Judgement - Like... dai rueang - serie TV (2018)
- Happy Birthday - Wan kheud khong nay wan tay khong chan - serie TV (2018)
- Social Syndrome - Tuayang lok social loh - serie TV, 1 episodio (2018)
- 3 Will Be Free - Sam rao tong rot - serie TV (2019)
- Dark Blue Kiss - Rak mai raboo sathana - serie TV, in produzione (2019)
- Plerng rak plerng kaen - serie TV, in produzione (2019)

### Ads
- Farmhouse
- Penny Wafer Roll